# جون فيتزر (سياسي)
جون فيتزر هو سياسي أمريكي، ولد في 8 يوليو 1840 في ألمانيا، وتوفي في 1895. نشط حزبياً في الحزب الديمقراطي. وقد انتخب عضو جمعية ولاية ويسكونسن ‏ وانتخب عضو مجلس ولاية ويسكونسن ‏.